# 白沢駅 (秋田県)
白沢駅（しらさわえき）は、秋田県大館市白沢字白沢にある、東日本旅客鉄道（JR東日本）奥羽本線の駅である。

## 歴史
隣の陣場駅とともに、秋田県で最初に開業した駅である。

### 年表
- 1899年（明治32年）6月21日：官設鉄道の一般駅として北秋田郡矢立村に開業する[3]。
- 1909年（明治42年）10月12日：線路名称制定、奥羽本線の駅となる[3]。
- 1984年（昭和59年）4月12日：無人化[4][5]。
- 1987年（昭和62年）4月1日：国鉄分割民営化により、JR東日本の駅となる[3]。
- 1992年（平成4年）
  - 9月初め：駅舎改築工事に着手[4]。
  - 12月上旬：新駅舎の使用を開始[4]。
  - 12月21日：新駅舎の完工式を挙行[4]。
- 2018年（平成30年）12月1日：大館駅の業務委託化に伴い、東能代駅に管理駅が変更となる。
- 2024年（令和6年）10月1日：えきねっとQチケのサービスを開始[1][6]。
- 2025年（令和7年）7月13日：午後7時15分ごろ、大館発青森行き下り普通列車（2両編成）がオーバーランし、停止位置を約120メートル超えて停車[7]。乗客23人にけがはなし[7]。運転士が当駅を通過駅と一時的に思い込みブレーキ操作が遅れたもの[7]。当駅で降車予定の乗客1人は次の陣場駅で降り、家族の迎えで帰った[7]。

## 駅構造
単式ホーム1面1線と島式ホーム1面2線、計2面3線のホームを持つ地上駅。互いのホームは跨線橋で連絡している。駅舎は1992年（平成4年）に改築された鉄骨造平屋建てで、延床面積は44.9平方メートル。待合室の中に半円形のベンチが置かれている。総工費は2340万円。
東能代駅管理の無人駅である。

### のりば
| 番線 | 路線           | 方向           | 行先           |
| ---- | -------------- | -------------- | -------------- |
| 1    | ■奥羽本線      | 下り           | 青森方面       |
| 2    | ■奥羽本線      | 上り           | 秋田方面       |
| 3    | （予備ホーム） | （予備ホーム） | （予備ホーム） |

- 3番線は上下共用の待避線であるが、2017年（平成29年）3月改正時点では定期旅客列車の使用はない。

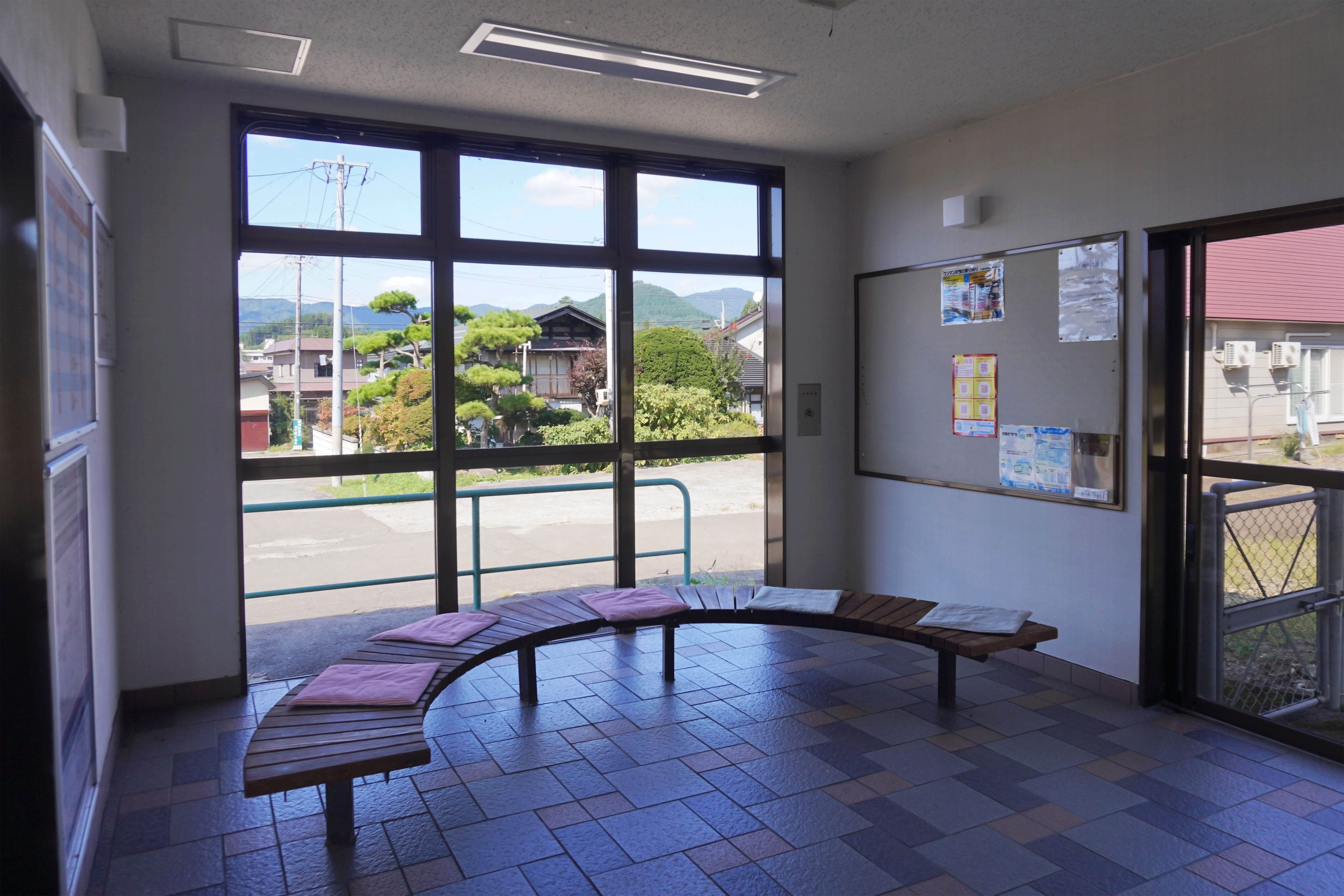
駅舎内（2024年9月）
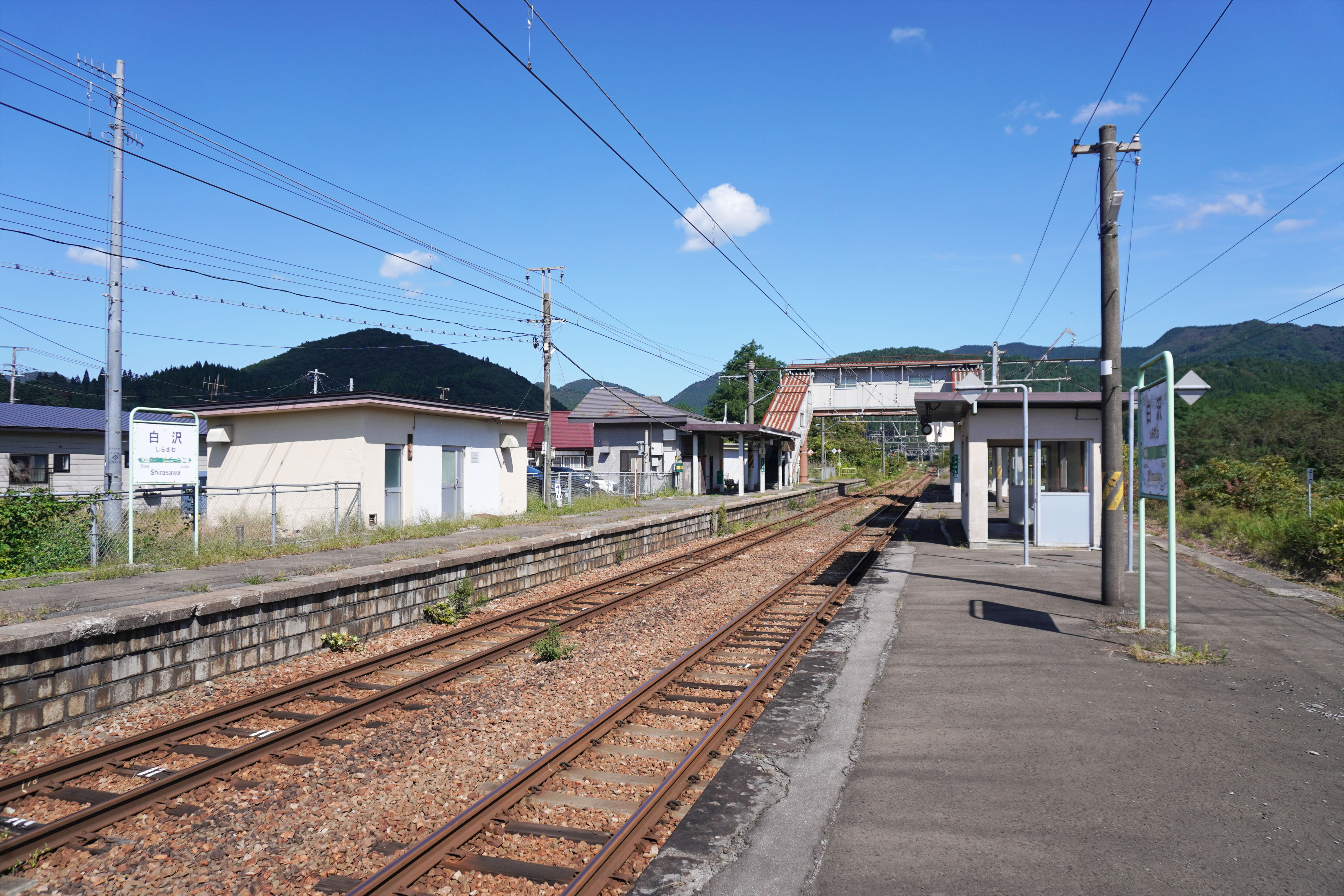
ホーム（2024年9月）

## 駅周辺
- 国道7号
- 白沢郵便局
- 大館市役所矢立出張所

### バス路線
国道7号沿い約150メートルにある「白沢」停留所にて、秋北バスの路線バスが発着する。
- 上陣場・矢立ハイツ・寺の沢方面
- 大館駅・市立病院前・鳳鳴高校前方面

## 隣の駅
東日本旅客鉄道（JR東日本）
■奥羽本線
□快速
通過
■普通
大館駅 - 白沢駅 - 陣場駅